# 7616 Садако
7616 Садако (7616 Sadako) — астероїд головного поясу, відкритий 6 листопада 1996 року.
Тіссеранів параметр щодо Юпітера — 3,223.
Названо на честь Садако (яп. さだこ(禎子) садако).